# Amorphinopsis oculata
Amorphinopsis oculata är en svampdjursart som först beskrevs av Kieschnick 1896.  Amorphinopsis oculata ingår i släktet Amorphinopsis och familjen Halichondriidae. Inga underarter finns listade i Catalogue of Life.